# Friedeholz (Syke)
Koordinaten: 52° 55′ 2″ N, 8° 50′ 55″ O

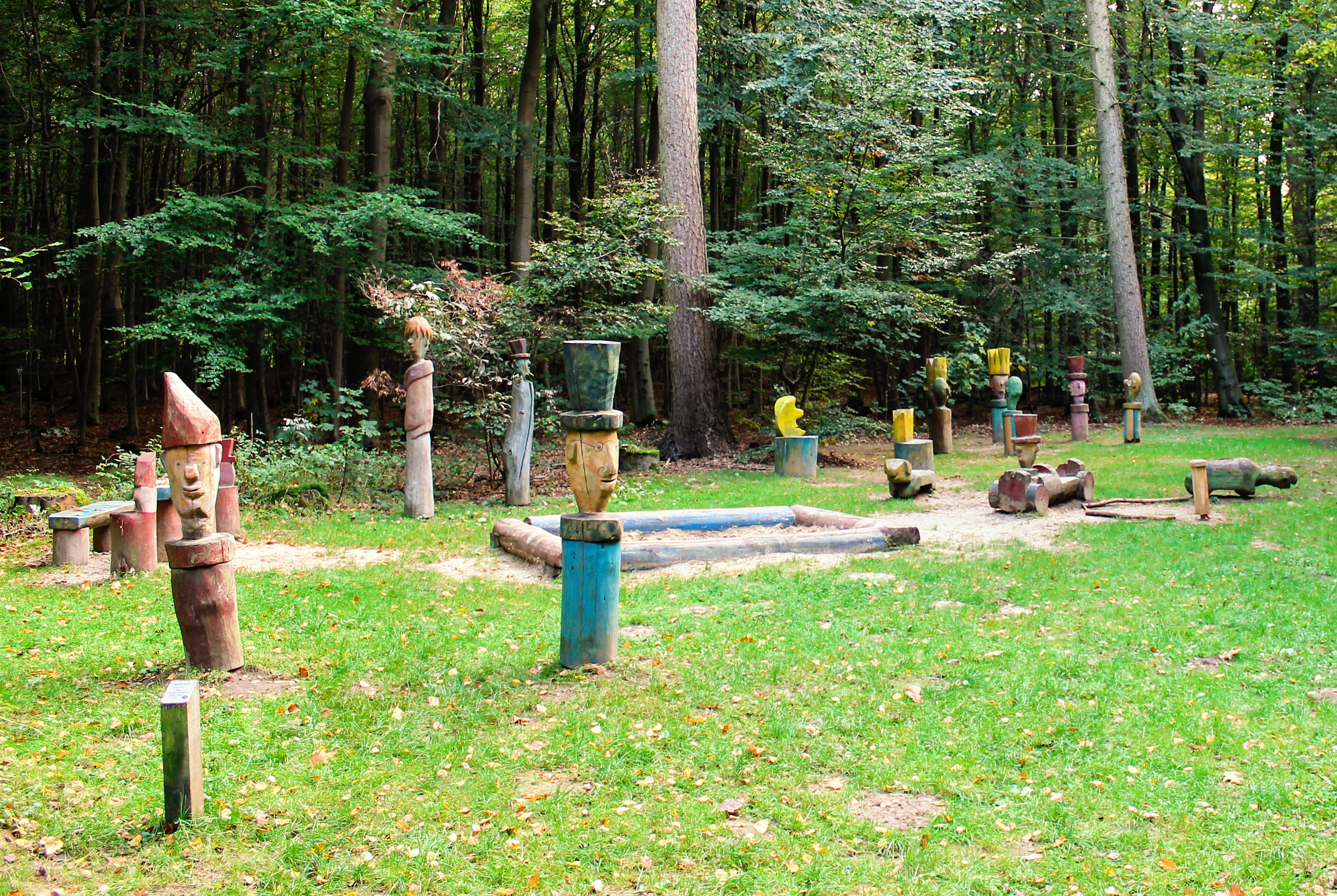
Bestandteil des Skulpturenpfads Wald-Weg-Zeichen: Märchenplatz von Detlef Fritz Voges

Das Friedeholz Syke ist ein 425 ha großes Waldgebiet in der niedersächsischen Stadt Syke im Landkreis Diepholz. Es befindet sich im östlichen Bereich des Naturparks Wildeshauser Geest und im östlichen Bereich der Kernstadt Syke. Es erreicht eine Höhe von 49 Meter.

## Beschreibung
Durch das Waldgebiet, das Namensgeber für die Straße „Am Friedeholz“ in der Syker Kernstadt ist, führt die Landesstraße L 333 in nordöstlicher Richtung nach Okel, die Kreisstraße K 123 („Friedeholzstraße“) in östlicher Richtung nach Osterholz und die L 354 in südöstlicher Richtung nach Schnepke.
Zum Landschaftsschutzgebiet Friedeholz gehört auch das kleine Waldgebiet Krendel, das sich nördlich des Kreismuseums Syke zwischen der östlich verlaufenden B 6 und der westlich fließenden Hache erstreckt.
In Friedeholz blüht alljährlich von Mitte Juli bis Mitte August die wildwachsende Orchidee Breitblättrige Stendelwurz (Epipactis helleborine) in größerer Anzahl.

## Objekte im Friedeholz
- Naturschutzgebiet Amphibienbiotop Friedeholzer Schlatt, das Bestandteil des FFH-Gebietes 168 „Amphibienbiotop Friedeholzer Schlatt“ ist
- Kastenbein-Buche
- Skulpturenpfad Wald-Weg-Zeichen[5]
- Vorwerk Syke
- Grabhügelfeld Friedeholz mit acht bronzezeitlichen Hügelgräbern[6]
- Richtplatz des Amtes Syke
- Informationstafel zum Flugzeugabschuss über Syke 1943

## Geschichte
Im Jahr 1960 wurde das Friedeholz als Landschaftsschutzgebiet ausgewiesen (siehe Liste der Landschaftsschutzgebiete im Landkreis Diepholz; darin: Friedeholz, LSG DH 00056).
Beim Orkan Quimburga am 13. November 1972 wurde der Wald zu einem großen Teil zerstört, seitdem aber wieder aufgeforstet.

## Gedenkstein
Im Friedeholz erinnert ein ca. 120 cm hoher Gedenkstein aus Granit an das Wirken des Forstmeisters Werner Hassenkamp (* 1892 in Aschendorf; † 1966). Von 1934 bis 1957 war er Leiter des Forstamtes Syke. Der Stein (Lage) trägt diesen Text (im Original in Großbuchstaben): Forstmeister / Dr. h.c. Werner Hassenkamp / * 10.7.1892 † 14.6.1966 / Leiter des Forstamtes Syke / von 1934 bis 1957. Zusammen mit Kurt Pfaffenberg veröffentlichte er die Schrift Ueber die Versumpfungsgefahr des Waldbodens im Syker Flottsandgebiet. Abhandlungen des Naturwissenschaftlichen Vereins zu Bremen. 29: 89–121 (1933).